# Jeepers Creepers 3
Jeepers Creepers 3 is een Amerikaanse horrorfilm uit 2017 onder regie van Victor Salva. Het is het derde deel in de Jeepers Creepers-filmserie.

## Rolverdeling
- Jonathan Breck: The Creeper
- Meg Foster: Gaylen Brandon
- Gabrielle Haugh: Addison Brandon
- Stan Shaw: Sheriff Dan Tashtego
- Joyce Giraud: Deputy Dana Lang
- Jordan Salloum: Kenny Brandon
- Ryan Moore: Kirk Mathers
- Brandon Smith: Sergeant Davis Tubbs
- Gina Philips: Trish Jenner